# شهر ساختگی (مجموعه تلویزیونی)
شهر ساختگی (انگلیسی: Artificial City; کره‌ای: 공작도시) یک مجموعه تلویزیونی کره جنوبی سال ۲۰۲۱ با بازی سو ئه، کیم می سوک، کیم کانگ وو و لی هاک جو است. این مجموعه از ۸ دسامبر ۲۰۲۱ تا ۱۰ فوریه ۲۰۲۲، روزهای چهارشنبه و پنجشنبه ساعت ۲۲:۳۰ (کی‌اس‌تی) از جی‌تی‌بی‌سی برای ۲۰ قسمت پخش شد.

## بازیگران

### اصلی
- سو ئه در نقش یون جه هی[۶]
- کیم کانگ وو در نقش جونگ جون هیوک[۷]
- کیم می سوک در نقش سو هان سوک
- لی یی دام در نقش کیم یی سول[۸]
- لی هاک جو در نقش هان دونگ مین[۹]